# اطلس انترتینمنت
اطلس اینترتینمنت (به انگلیسی: Atlas Entertainment) یک شرکت آمریکایی، تأمین و تولید فیلم‌های سینمایی، که در سال ۱۹۹۵ میلادی توسط چارلز روون و داون استیل بنیان‌گذاری‌شده است.

## فیلم‌های سینمایی
- ۱۲ میمون
- وارکرافت
- بتمن علیه سوپرمن: طلوع عدالت
- جوخه انتحار

## تلویزیون
- ١٢ میمون (فیلم ۲۰۱۴)